# Jody Scheckter
Jody David Scheckter (n. 29 ianuarie 1950, East London, Eastern Cape, Africa de Sud) este un om de afaceri și fost pilot de curse. A concurat în Campionatul Mondial de Formula 1 din 1972 până în 1980, câștigând Campionatul la Piloți în 1979 cu Scuderia Ferrari. Scheckter rămâne singurul pilot african care a câștigat Campionatul Mondial de Formula 1.